# DotClear
Dotclear è una piattaforma di blog distribuita in licenza GPL. In Francia è molto popolare mentre altrove non è molto conosciuta. Programmato all'inizio solo da Olivier Meunier, ora Dotclear è seguito da un gruppo di programmatori molto motivati.
Dotclear è una piattaforma scritta in PHP che rispetta gli standard del web. Alcune sue peculiarità sono:
- l'installazione automatica.
- una interfaccia in più lingue.
- una gestione a più utenti.
- la gestione della codifica UTF-8.
- un sistema di aggiunte e di temi grafici.

Dalla versione 2.0 è stato aggiunto il supporto ad altri database (MySQL, MariaDB, SQLite e PostgreSQL), ha integrato l'AJAX e funziona esclusivamente su PHP 5.2.